# Lemonia pia
Lemonia pia is een vlinder uit de familie van de herfstspinners (Brahmaeidae). De wetenschappelijke naam van de soort is in 1902 voor het eerst geldig gepubliceerd door Rudolf Püngeler.